# Domino Kirke
Domino Kirke est une chanteuse américaine, née le 17 décembre 1983 à New York.

## Biographie
Domino Suzy Kirke est d'origine anglaise et juive-irakienne. Elle a été prénommée d'après Domino Harvey, rencontrée par sa mère. Sa grand-mère maternelle est israélienne,
Domino Kirke reçoit de son père, Simon Kirke, batteur des groupes de rock Free et Bad Company, une formation musicale. 
Dès l'âge de neuf ans, elle chante et joue sur scène. Elle apprend ensuite le chant classique et le piano au lycée Fiorello H. LaGuardia High School à New York. 
Sa mère, Lorraine, tient une boutique de vêtements vintage intitulée Geminola (nom qui s'inspire des prénoms de Jemina, Domino et Lola), dans le quartier West Village à New York.
Elle a deux sœurs, Jemima Kirke et Lola Kirke qui sont actrices, et un frère.
Elle est aussi la cousine du mannequin Alice Dellal.

## Carrière
Après avoir été repérée lors d'un concert à l'âge de 17 ans par le rappeur et producteur André Levins, Domino Kirke signe avec le label Fun Machine.
Peu de temps après, elle forme un groupe avec Jordan Galland, qui prend le nom de Domino. Le groupe  enregistre un EP avec Mark Ronson et partage les tournées de Gang Of Four et Lily Allen pendant trois ans.
Le groupe apparaît également dans le film indépendant réalisé par Lena Dunham : Tiny Furniture, sorti en 2010. 
Un vidéoclip de la chanson Green Umbrella, dirigé par Galland, remporte le titre de la meilleure création musicale en 2006 au Da Vinci Film and Video Festival.
En parallèle de sa vie d'artiste, Domino Kirke est une doula, dont le rôle consiste à soutenir les femmes pendant leur grossesse et après l’accouchement. Elle a co-fondé une entreprise collective de doulas : Carriage House Birth.

## Vie privée
En 2009, Domino Kirke donne naissance à un garçon prénommé Cassius, issu de sa relation avec le musicien Morgan O'Kane,.
Depuis 2014, elle est en couple avec l'acteur et chanteur Penn Badgley. Ils se sont mariés à New York le 27 février 2017,. Ils sont devenus parents d'un garçon en septembre 2020. Le 27 février 2025, elle annonce sur Instagram être enceinte de jumeaux. 

## Discographie
- Everyone Else Is Boring EP (2006, par téléchargement ; 2007, Allido)
- Mark Ronson Presents Hard Rock compilation (2007, Hard Rock Café) (titre : Tropical Moonlight)[11]
- Adults Only (2010)
- The Guard EP (2012, téléchargement)
- Beyond Waves (2017)[12]